# Sorbon Haoussa
Sorbon Haoussa (auch: Sabon Haoussa, Sorbo Haoussa) ist ein Dorf in der Landgemeinde Kourteye in Niger.

## Geographie
Die Hausa-Siedlung Sorbon Haoussa liegt nordwestlich der Hauptstadt Niamey am Fluss Niger und an der Nationalstraße 1. Sie befindet sich rund neun Kilometer südöstlich des Hauptorts Sansané Haoussa der Landgemeinde Kourteye, die zum Departement Tillabéri in der gleichnamigen Region Tillabéri gehört. Sorbon Haoussa ist Teil der Übergangszone zwischen Sahel und Sudan.

## Geschichte

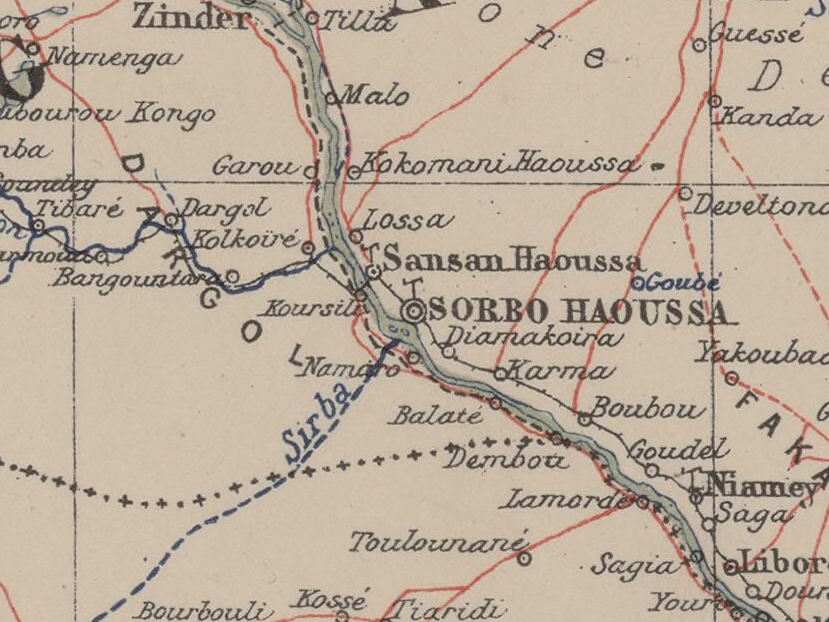
Ausschnitt einer Karte von 1903 mit Sorbon Haoussa (Sorbo Haoussa) im Zentrum

Im Zuge der militärischen Besetzung der späteren Nigerkolonie schuf Frankreich im Jahr 1900 das Dritte Militärterritorium (troisième Territoire militaire), aus dem 1904 das Militärterritorium Niger (Territoire militaire du Niger) hervorging. Bevor Zinder 1901 als dessen Hauptstadt festgelegt wurde, diente unter Oberst Marie-Étienne Peroz für kurze Zeit Sorbon Haoussa als provisorischer Verwaltungssitz des Militärterritoriums. Im französischen Militärlager von Sorbon Haoussa wurde 1900 eine Schule eröffnet, die nach jenen in Doulsou und Dosso drittälteste in Niger. Sorbon Haoussa blieb zunächst noch Hauptort des großen Zarma-Kreises (cercle du Djerma) am linken Flussufer, der die Sektoren Tillabéri, Dosso, Gaya und Sandiré umfasste. Der Kreiskommandant Henri Salaman verlegte den Hauptort 1902 in das neugegründete Niamey.
Bei der Flutkatastrophe in West- und Zentralafrika 2010 wurden 798 Einwohner von Sorbon Haoussa als Katastrophenopfer eingestuft.

## Bevölkerung
Bei der Volkszählung 2012 hatte Sorbon Haoussa 958 Einwohner, die in 150 Haushalten lebten. Bei der Volkszählung 2001 betrug die Einwohnerzahl 897 in 124 Haushalten und bei der Volkszählung 1988 belief sich die Einwohnerzahl auf 948 in 115 Haushalten.

## Wirtschaft und Infrastruktur
Westlich von Sorbon Haoussa führt die 2020 eröffnete Djibo-Bakary-Brücke über den Fluss Niger. Es gibt eine Schule im Dorf.